# Mânio Sérgio Fidenato
Mânio Sérgio Fidenato (em latim: Manius Sergius Fidenas) foi um político da gente Sérgia nos primeiros anos da República Romana, eleito tribuno consular por duas vezes, em 404 e 402 a.C..

## Primeiro tribunato (404 a.C.)
Em 404 a.C., foi eleito tribuno consular com Caio Valério Potito Voluso, Cneu Cornélio Cosso, Cesão Fábio Ambusto, Públio Cornélio Maluginense e Espúrio Náucio Rutilo.
Roma, enquanto continuava o cerco a Veios iniciado no anterior, voltou suas atenções aos volscos, que foram derrotados numa batalha campal entre Ferentino e Ecetra. Os romanos conseguiram conquistar a cidade volsca de Artena, graças principalmente à traição de um escravo, que indicou aos soldados uma passagem que levava diretamente à fortaleza e a partir da qual puderam atacar os defensores.
Finalmente, os romanos estabeleceram uma colônia em Velletri (Velletriae).

## Segundo tribunato (402 a.C.)
Em 402 a.C., foi eleito tribuno novamente, desta vez com Quinto Servílio Fidenato, Lúcio Vergínio Tricosto Esquilino, Quinto Sulpício Camerino Cornuto, Caio Servílio Estruto Aala, pela terceira vez e Aulo Mânlio Vulsão Capitolino, em segundo mandato.
Enquanto continuava o cerco a Veios pelos romanos, chegaram reforços inimigos de capenatos e faliscos, que atacaram a zona comandada por Sérgio Fidenato, colocando-o subitamente em dificuldades, principalmente depois da chegada de unidades veias.
A animosidade entre Sérgio Fidenato e Lúcio Vergínio, que comandava o acampamento mais próximo da zona de combate, provocou a derrota do exército romano, que perdeu completamente o acampamento dos soldados de Sérgio Fidenato:
| “ | A arrogância de Vergínio era comparável à teimosia de Sérgio, que, para não dar a impressão de precisar da ajuda de seu adversário, preferiu deixar vencer o inimigo a ter que agradecer a intervenção de um concidadão. O massacre dos soldados romanos pegos no meio da discussão durou um longo tempo | ” |
|   | — Lívio, Ab Urbe condita V, 8.. |   |

Logo depois do desastre, por conta de uma proposta de Caio Servílio, o Senado decidiu antecipar a nomeação dos novos tribunos consulares para as calendas de outubro ao invés de esperar os idos de dezembro, como era usual.
| “ | [...] e meus dois colegas farão o que o Senado decidiu ou, continuarem teimosamente resistindo, nomearei imediatamente um ditador que os obrigue a renunciar. | ” |
|   | — Lívio, Ab Urbe condita V, 9.. |   |

Ainda neste ano, a guarnição de Anxur (Terracina) foi derrotada pelos volscos.
No ano seguinte, tanto Mânio Sérgio quanto Lúcio Vergínio foram processados pela péssima condução da guerra e condenados a pagar uma multa de 10 000 asses.